# Lac Oromocto
Le lac Oromocto est situé au sud du York, au Nouveau-Brunswick. Il se jette dans le bras nord de la rivière Oromocto, par l'est.